# Мангуш
Ма́нгуш (укр. Мангуш, в 1946—1995 — Першотравне́вое) — посёлок в Мариупольском районе Донецкой области Украины, административный центр Мангушской поселковой общины. До 2020 года был административным центром Мангушского района.
Расположен в 15 км от города Мариуполь, на реке Мокрая Белосарайка (впадает в Азовское море).
В марте 2022 года был оккупирован российскими войсками и  Народной милицией ДНР.

## История
Селение основано в 1778 году. В 1826 году был заселён греческими переселенцами из села Мангуш в Крыму.
Населенный пункт входил в состав Мариупольского уезда Екатеринославской губернии Российской империи.
В 1869 году открыта первая начальная школа.
В 1896 году здесь насчитывалось 555 дворов, действовали кирпичный завод, образцовое земское училище с питомником плодовых и лесных деревьев, школа, православная церковь и несколько торговых лавок.

14 апреля 1918 года в Мангуше на ночёвку остановились участники Ясско-Донского похода во главе с Дроздовским, который оставил такие воспоминание о селе:
Ночлег в Мангуше — греко-татарская деревня. Богатая, большая, благоустроенная, уцелевшая от грабежей и контрибуций, не шла течением большевизма.
15 марта 1920 года образован Мангушский сельский совет в составе Мангушской волости.
В мае 1922 года в селе был открыт клуб.
7 марта 1923 года село стало центром Мангушского района Мариупольского округа, в который вошли также Ялтинская, Урзуфская и Стародубская волости (район был упразднён в 1932—1938 годах).
В 1925 году открыта первая школа-семилетка.
Немецкая оккупация длилась с 8 октября 1941 года до 14 сентября 1943 года.
В 1946 году село Мангуш переименовано в Першотравневое.
В 1959 году все колхозы Першотравневого были объединены в два: «Родина» и «Ленінський шлях».
16 января 1969 года село было преобразовано в посёлок городского типа. В 1975 году основой экономики посёлка являлись предприятия пищевой промышленности и инкубаторная станция.
В октябре 1992 года находившиеся в посёлке ремонтно-транспортное предприятие и районное МТО были переданы в коммунальную собственность Донецкой области.
27 марта 1995 года пгт Першотравневое возвращено прежнее наименование Мангуш.
В мае 1995 года Кабинет министров Украины утвердил решение о приватизации находившихся здесь межхозяйственного предприятия по переработке сельхозпродукции, межхозяйственной станции по выращиванию семян многолетних трав и райсельхозтехники, в июле 1995 года было утверждено решение о приватизации совхоза.
В 2010 году в Мангуше был построен крупный животноводческий комплекс.
В начале вторжения России на Украину был занят войсками РФ.
В конце марта 2022, во время боёв в Мариуполе, на спутниковых снимках зафиксировано появление братских могил вблизи Мангуша.

## Население
Количество на начало года.
| Год  | Количество жителей |
| ---- | ------------------ |
| 1780 | 200                |
| 1859 | 2583               |
| 1882 | 3455               |
| 1886 | 3510               |
| 1897 | 5837               |
| 1908 | 6011               |
| 1914 | 6776               |
| 1921 | 4864               |
| 1925 | 5725               |
| 1939 | 4718               |
| 1959 | 5578               |
| 1970 | 6179               |
| 1975 | 6900               |
| 1979 | 7002               |
| 1987 | 7300               |
| 1989 | 7467               |
| 1992 | 8000               |
| 1998 | 8600               |
| 2002 | 8468               |
| 2003 | 8416               |
| 2004 | 8428               |
| 2005 | 8424               |
| 2006 | 8395               |
| 2007 | 8402               |
| 2008 | 8383               |
| 2009 | 8351               |
| 2010 | 8356               |
| 2011 | 8331               |
| 2012 | 8338               |
| 2013 | 8319               |
| 2014 | 8275               |
| 2015 | 8281               |

В 2001 году родным языком назвали:
- русский язык — 7625 чел. (90,04 %)
- украинский язык — 780 чел. (9,21 %)
- греческий язык — 21 чел. (0,25 %)
- армянский язык — 21 чел. (0,25 %)
- белорусский язык — 4 чел. (0,05 %)

## Экономика
Пищевая (хлебопекарная, консервная, масложировая, пищевкусовая, мясная, комбикормовая) промышленность. «Мангушский хлебозавод „Сатурн“». Бывшие колхозы (до 1959 года — 1 «Юный Пахарь»): «Ленинский шлях», «Родина», комбикормовый завод, мясокомбинат «Форица», мельничный цех Мариупольского пивоваренного завода. Сейчас агроцех ММК имени Ильича. Агрофирма «Мангуш». 2 общеобразовательные школы (1,5 тыс. детей), ДК, центральная районная больница (180 коек), 6 библиотек.

## Транспорт
Посёлок находится в 25 км от ближайшей железнодорожной станции Мариуполь.

## Галерея

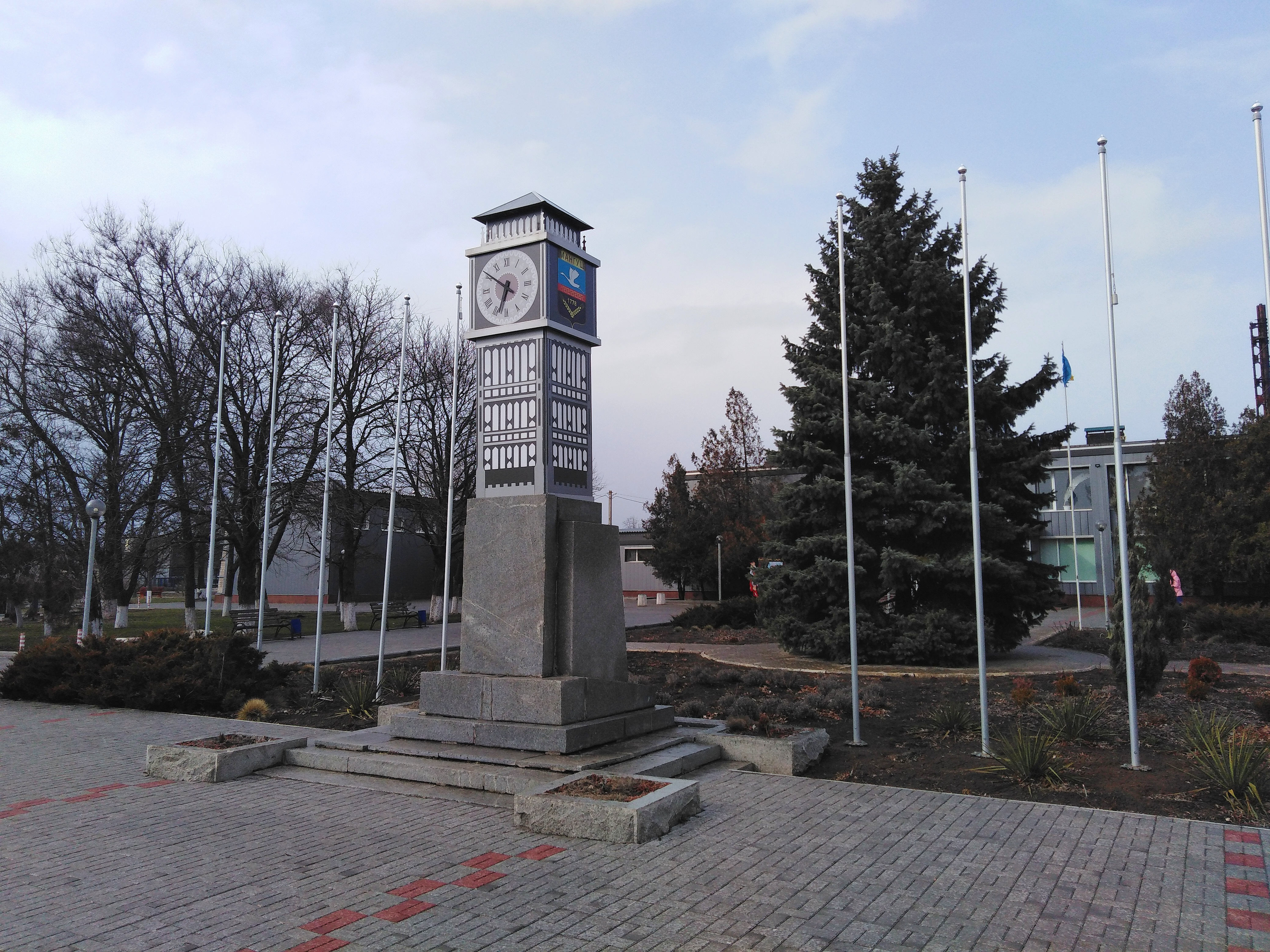
Башня с часами на главной площади
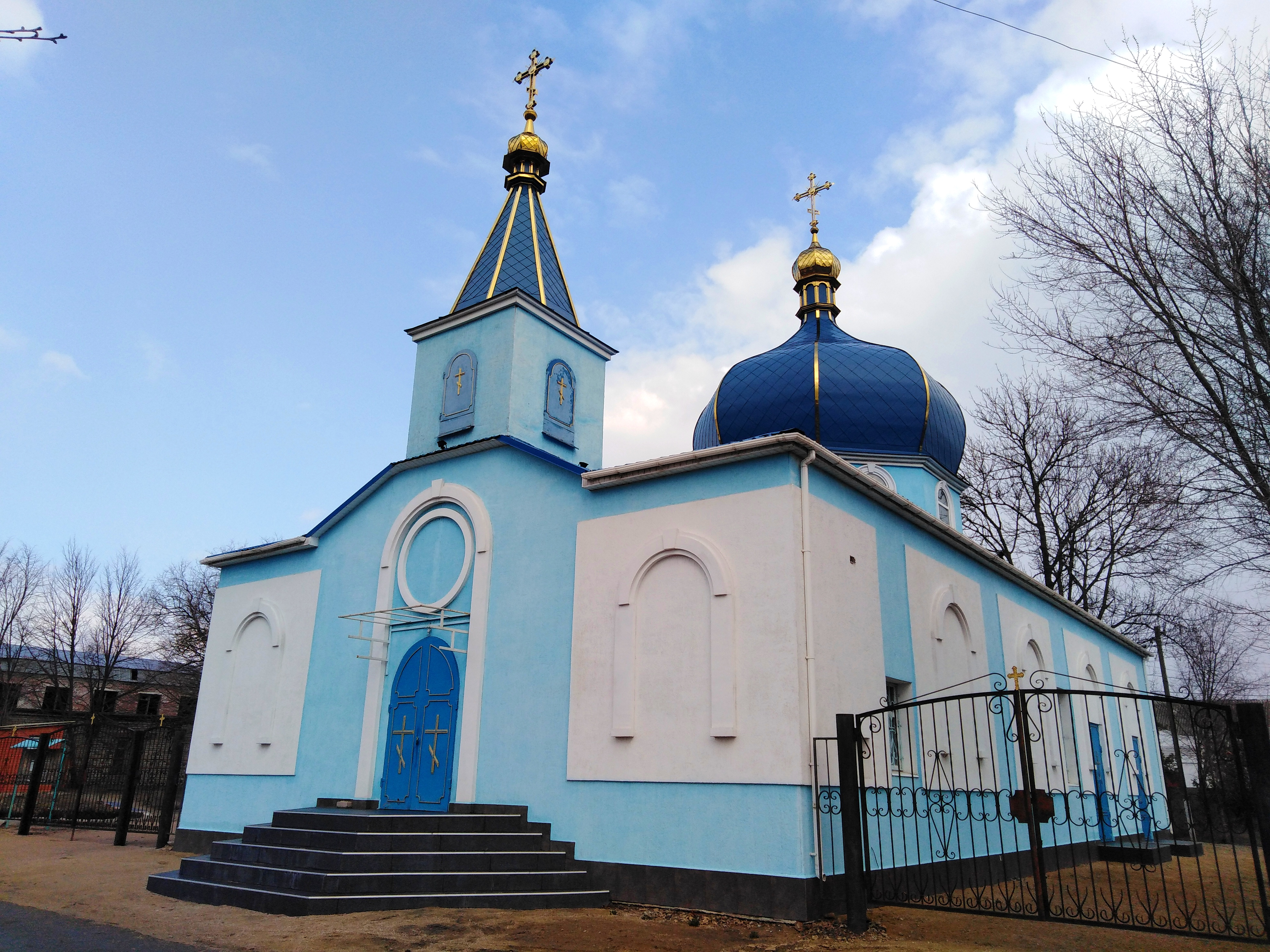
Храм Федора Стратилата
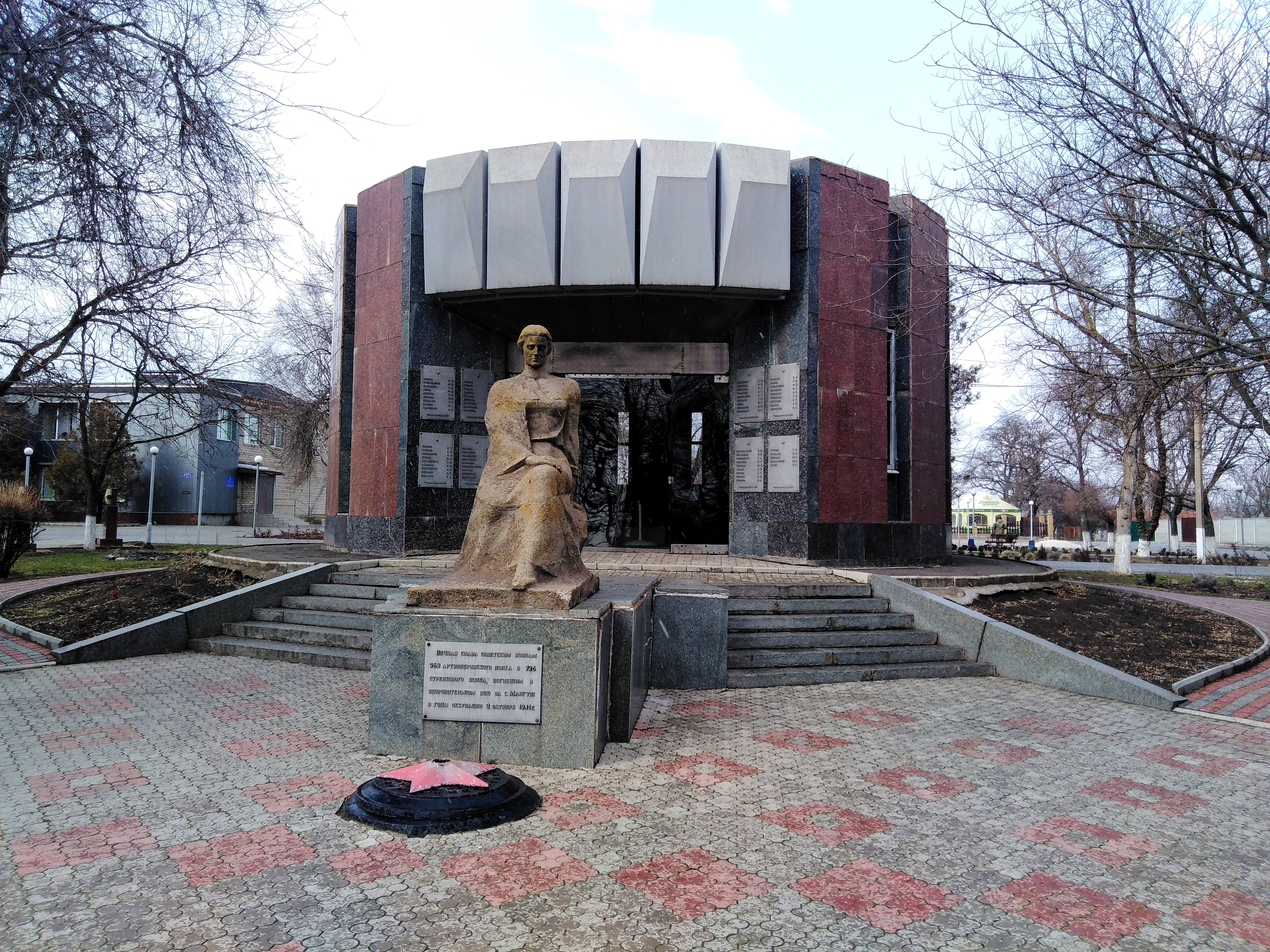
Памятник погибшим в Великой Отечественной войне (1941-1945)
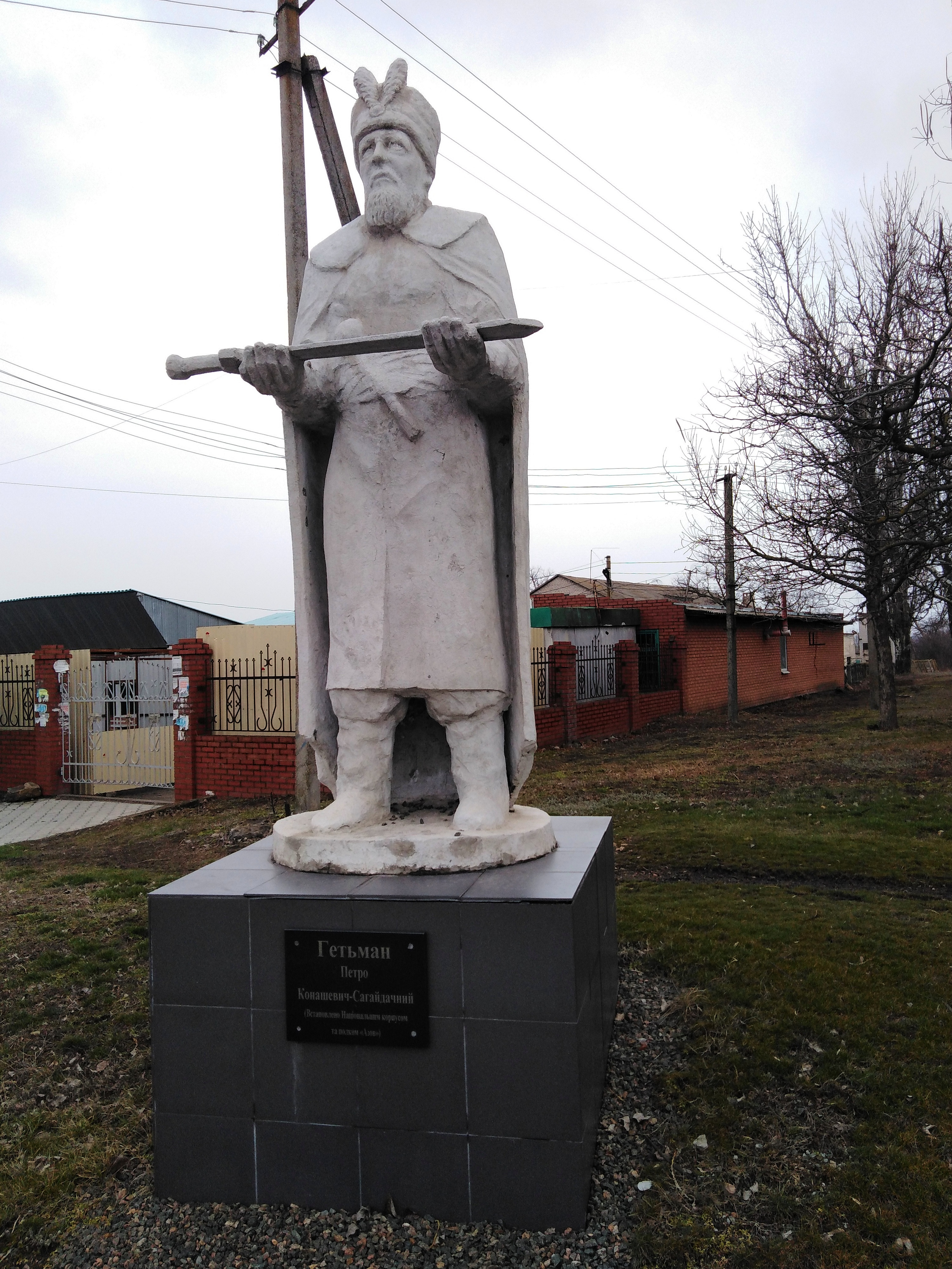
Памятник Гетману Сагайдачному